# Lega Nazionale A 1969-1970
L'edizione 1969-1970 della Lega Nazionale A vide la vittoria finale del Basilea. Capocannoniere del torneo fu Fritz Künzli (Zurigo), con 19 reti.

## Stagione

### Novità
Dalla Lega Nazionale A 1968-1969 sono stati retrocessi in Lega Nazionale B il Sion e il Lucerna, mentre dalla Lega Nazionale B 1968-1969 sono stati promossi il Wettingen e il Friburgo.

## Squadre partecipanti
| Club              | Città             | Stadio                        | Stagione 1968-1969                                  |
| ----------------- | ----------------- | ----------------------------- | --------------------------------------------------- |
| Basilea           | Basilea           | St. Jakob Stadium             | 1º posto in Lega Nazionale A (Campione di Svizzera) |
| Bellinzona        | Bellinzona        | Stadio Comunale di Bellinzona | 6º posto in Lega Nazionale A                        |
| Bienne            | Bienne            | Stadion Gurzelen              | 7º posto in Lega Nazionale A                        |
| Friburgo          | Friburgo          | Stade Saint-Léonard           | 2º posto in Lega Nazionale B (Neopromosso)          |
| Grasshoppers      | Zurigo            | Hardturm Stadion              | 9º posto in Lega Nazionale A                        |
| La Chaux-de-Fonds | La Chaux-de-Fonds | Stade de la Charrière         | 12º posto in Lega Nazionale A                       |
| Losanna           | Losanna           | Stade de la Pontaise          | 2º posto in Lega Nazionale A                        |
| Lugano            | Lugano            | Stadio comunale di Cornaredo  | 5º posto in Lega Nazionale A                        |
| San Gallo         | San Gallo         | Stadio Espenmoos              | 10º posto in Lega Nazionale A                       |
| Servette          | Ginevra           | Stade Charmilles              | 8º posto in Lega Nazionale A                        |
| Wettingen         | Wettingen         | Stadion Altenburg             | 1º posto in Lega Nazionale B (Neopromosso)          |
| Winterthur        | Winterthur        | Stadion Schützenwiese         | 11º posto in Lega Nazionale A                       |
| Young Boys        | Berna             | Wankdorfstadion               | 3º posto in Lega Nazionale A                        |
| Zurigo            | Zurigo            | Stadio Letzigrund             | 3º posto in Lega Nazionale A                        |

## Classifica finale
|  | Pos. | Squadra           | Pt | G  | V  | N  | P  | GF | GS | DR  |
|  | ---- | ----------------- | -- | -- | -- | -- | -- | -- | -- | --- |
|  | 1.   | Basilea           | 37 | 26 | 15 | 7  | 4  | 59 | 23 | +36 |
|  | 2.   | Losanna           | 36 | 26 | 12 | 12 | 2  | 54 | 36 | +18 |
|  | 3.   | Zurigo            | 34 | 26 | 15 | 4  | 7  | 49 | 29 | +20 |
|  | 4.   | Grasshoppers      | 31 | 26 | 12 | 7  | 7  | 39 | 24 | +15 |
|  | 5.   | Young Boys        | 31 | 26 | 13 | 5  | 8  | 52 | 41 | +11 |
|  | 6.   | Lugano            | 30 | 26 | 10 | 10 | 6  | 43 | 37 | +6  |
|  | 7.   | Servette          | 29 | 26 | 10 | 9  | 7  | 53 | 37 | +16 |
|  | 8.   | Winterthur        | 27 | 26 | 11 | 5  | 10 | 50 | 41 | +9  |
|  | 9.   | La Chaux-de-Fonds | 21 | 26 | 9  | 3  | 14 | 36 | 55 | -19 |
|  | 10.  | Bellinzona        | 20 | 26 | 6  | 8  | 12 | 26 | 43 | -17 |
|  | 11.  | Friburgo          | 19 | 26 | 7  | 5  | 14 | 27 | 37 | -10 |
|  | 12.  | Bienne            | 19 | 26 | 7  | 5  | 14 | 28 | 55 | -27 |
|  | 13.  | Wettingen         | 15 | 26 | 6  | 3  | 17 | 33 | 62 | -29 |
|  | 14.  | San Gallo         | 15 | 26 | 6  | 3  | 17 | 28 | 57 | -29 |

Legenda:
      Campione di Svizzera e qualificata in Coppa dei Campioni 1970-1971
      Vincitore della Coppa Svizzera 1969-1970 e qualificato in Coppa delle Coppe 1970-1971
      Qualificate in Coppa delle Fiere 1970-1971
      Retrocesse in Lega Nazionale B 1970-1971.
Note:

Due punti a vittoria, uno a pareggio, zero a sconfitta.

## Statistiche

### Classifica marcatori
| Gol |  |  | Giocatore           | Squadra    |
| --- |  |  | ------------------- | ---------- |
| 19  |  |  | Fritz Künzli        | Zurigo     |
| 17  |  |  | Walter Müller       | Young Boys |
| 14  |  |  | Rolf Blättler       | Lugano     |
| 14  |  |  | Timo Konietzka      | Winterthur |
| 14  |  |  | Helmuth Hauser      | Basilea    |
| 13  |  |  | Herbert Dimmeler    | Winterthur |
| 13  |  |  | Otto Luttrop        | Lugano     |
| 13  |  |  | Georges Vuilleumier | Losanna    |
| 12  |  |  | Walter Balmer       | Basilea    |
| 12  |  |  | Pierre Kerkhoffs    | Losanna    |
| 12  |  |  | Franz Meier         | Wettingen  |

## Verdetti finali
- Basilea Campione di Svizzera 1969-1970 e qualificato alla Coppa dei Campioni 1970-1971.
- Zurigo vincitore della Coppa Svizzera 1969-1970 qualificato alla Coppa delle Coppe 1970-1971.
- Losanna e Grasshoppers qualificati alla Coppa delle Fiere 1970-1971.
- Wettingen e San Gallo retrocesse in Lega Nazionale B.